# عودة الرجل الحديدي
عودة الرجل الحديدي The Return of Izenborg ( 帰ってきたアイゼンボーグ, Kaettekita Aizenbōgu ) هو فيلم وثائقي تعاون فيه سعودي وياباني بين كل من شركة تسوبورايا اليابانيه والأستاذ جراح الفريح من المملكة العربية السعودية وشركة كولتشرز فاكتوري  التابعه ل إن إل ٍسي . وهو أول تعاون عربي وياباني في فن التوكوساتسو الياباني، وتوكوساتسو تعني المؤثرات الخاصة، تم تصوير الفلم في سنة 2016 وعرض في 15 ديسمبر 2017 م على قناة سبيس باور العربية في يوم الجمعة على الساعة الثامنة والنصف مساء بتوقيت السعودية. مدة الفيلم ساعة كاملة، خلف كواليس مسلسل الرجل الحديدي والذي عرض في اليابان سنة 1977 م . يتحدث هذا الفيلم عن فكرة المسلسل وكيف تم انتاجه في الماضي . تم إجراء مقابلات مع فريق العمل من مخرج وممثل ومنتج وكاتب سيناريو إلخ ويوجد أيضا لقاء بين جراح الفريح والسيد أووكا مدير شركة تسوبورايا اليابانية. تم أيضا إنتاج حلقة جديدة داخل هذا الفلم الوثائقي ومدتها عشرة دقائق تجمع شخصيات المسلسل بإخراج حديث وقصة هذه الحلقة القصيرة هي عودة الإمبراطور ساتولا مع ستونا وأولولو ويتصدى كمال ولميس والرجل الحديدي . لأول مرة نشاهد معركة بين الرجل الحديدي وأولولو وبعد انتهاء الحلقة الجديدة يتم عرض مشاهد لخلف كواليس الحلقة الجديدة مع مقابلات حصريه لفريق العمل الجديد . الفيلم مترجم باللغة العربية والراوي في الفيلم هو الأستاذ فلاح هاشم . النسخة التي عرضت على قناة سبيس باور كانت نصف الفلم فقط (ثلاثون دقيق ) أما النسخة الكاملة ومدتها ( ستون دقيقة ) ستصدر في سنة 2018 على أقراص DVD